# Casey Robinson
Pour les articles homonymes, voir Robinson.
Casey Robinson est un scénariste, producteur et réalisateur américain, né le 17 octobre 1903 et mort le 6 décembre 1979.

## Filmographie partielle

### En tant que scénariste
- 1927 : Son plus beau combat (The Patent Leather Kid) d'Alfred Santell
- 1932 : Is My Face Red? de William A. Seiter
- 1935 : Capitaine Blood (Captain Blood) de Michael Curtiz
- 1936 : I Married a Doctor (en) d'Archie Mayo
- 1936 : Betsy (Hearts Divided) de Frank Borzage
- 1937 : Stolen Holiday de Michael Curtiz
- 1938 : Quatre au paradis (Four's a Crowd) de Michael Curtiz
- 1939 : Le Printemps de la vie (Yes, My Darling Daughter) de William Keighley
- 1939 : Victoire sur la nuit (Dark Victory) d'Edmund Goulding
- 1939 : La Vieille Fille (The Old Maid) d'Edmund Goulding
- 1940 : L'Étrangère (All This, and Heaven Too) d'Anatole Litvak
- 1941 : Million Dollar Baby de Curtis Bernhardt
- 1942 : Crimes sans châtiment (Kings Row) de Sam Wood
- 1942 : Vainqueur du destin (The Pride of the Yankees) de Sam Wood
- 1942 : Une femme cherche son destin (Now, Voyager) d'Irving Rapper
- 1942 : Casablanca de Michael Curtiz
- 1944 : Passage pour Marseille (Passage to Marseille) de Michael Curtiz
- 1944 : Jours de gloire (Days of Glory) de Jacques Tourneur
- 1945 : L'Aventure (Adventure) de Victor Fleming
- 1947 : La Femme de l'autre (Desire Me) de George Cukor et Mervyn LeRoy
- 1947 : L'Affaire Macomber (The Macomber Affair) de Zoltan Korda
- 1948 : Une femme sans amour (The Mating of Millie) d'Henry Levin
- 1949 : Father Was a Fullback de John M. Stahl
- 1950 : La Belle de Paris (Under My Skin) de Jean Negulesco
- 1950 : Les Rebelles de Fort Thorn (Two Flags West) de Robert Wise
- 1952 : Les Neiges du Kilimandjaro (The Snows of Kilimanjaro) d'Henry King
- 1962 : Le Fils du capitaine Blood (Il figlio del capitano Blood) de Tulio Demicheli
- 1963 : Le Signe de Zorro (Il segno di Zorro) de Mario Caiano

### En tant que producteur
- 1944 : Jours de gloire (Days of Glory) de Jacques Tourneur
- 1947 : L'Affaire Macomber (The Macomber Affair) de Zoltan Korda
- 1948 : Une femme sans amour (The Mating of Millie) d'Henry Levin
- 1950 : La Belle de Paris (Under My Skin) de Jean Negulesco
- 1950 : Les Rebelles de Fort Thorn (Two Flags West) de Robert Wise
- 1952 : Courrier diplomatique (Diplomatic Courier) d'Henry Hathaway
- 1959 : Cette terre qui est mienne (This Earth Is Mine) d'Henry King
- 1975 : Scobie Malone de Terry Ohlsson

### En tant que réalisateur
- 1931 : The Girl from Hong Kong (court-métrage)
- 1931 : Masquerade (court-métrage)
- 1931 : What Price Pants (court-métrage)
- 1931 : A Lesson in Love (court-métrage)
- 1931 : Roaming (court-métrage)
- 1932 : Singapore Sue (court-métrage)
- 1932 : Renegades of the West (moyen métrage)

## Distinctions

### Récompense
- Writers Guild of America Awards 1968 : Prix Laurel d'honneur pour sa carrière

### Nomination
- Oscars 1936 : Nomination à l'Oscar du meilleur scénario pour Capitaine Blood